# Manhattan (cóctel)

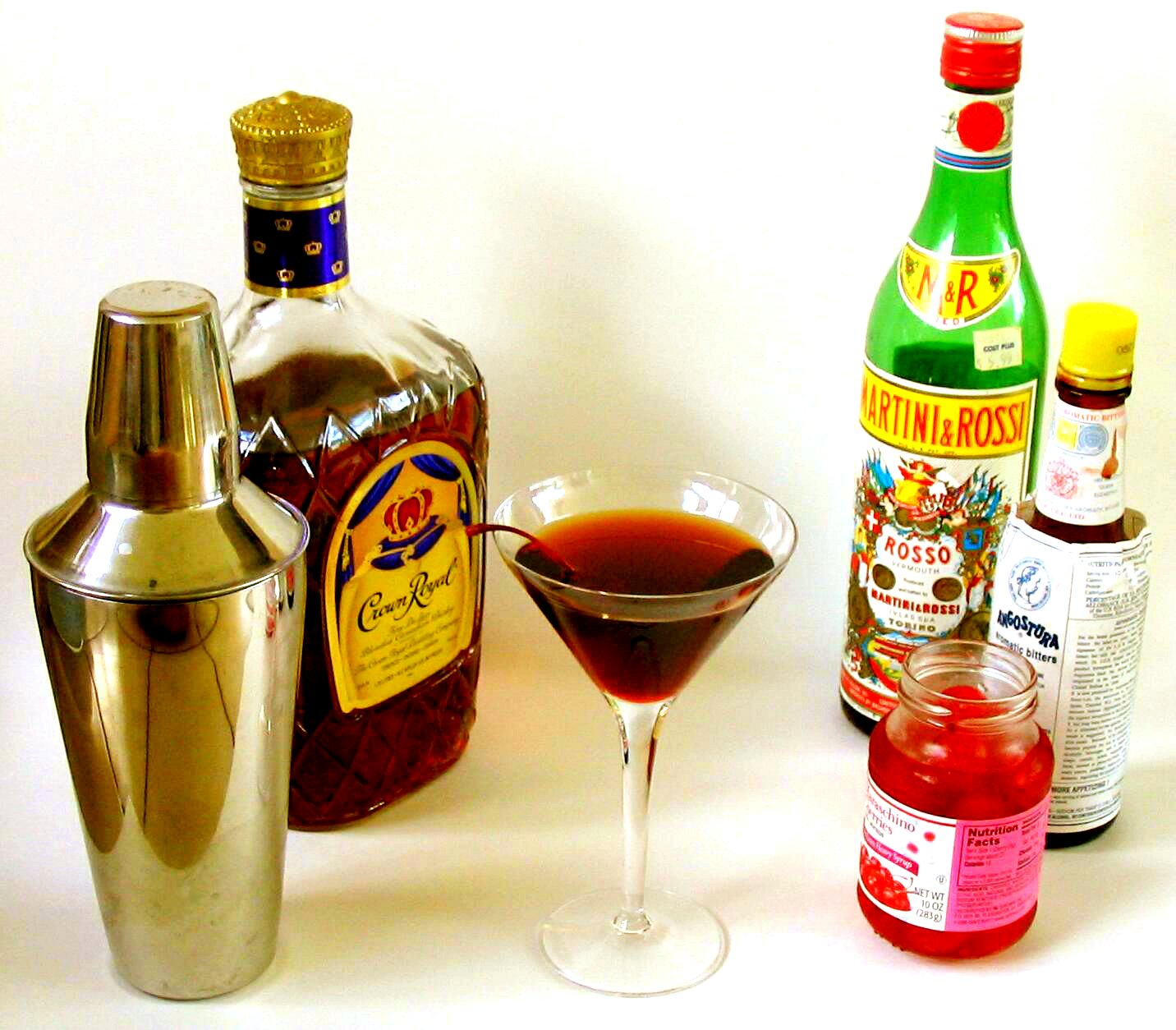
Un Manhattan, con sus ingredientes.

El manhattan es un cóctel clásico a base de whiskey (de centeno o canadiense) y vermut rojo, que se suele tomar como aperitivo. Plural, manhattanes.

## Preparación
Según la IBA (International Bartenders Association), la receta del manhattan consta de:
- 5 cl. de whiskey de centeno o whiskey canadiense
- 2 cl. de vermut rojo
- 1 chorrito de angostura

Los ingredientes se añaden en un vaso de mezcla lleno de hielo, y deben mezclarse bien. Se sirve sin hielo, en una copa de martini fría, adornado con una guinda al marrasquino.

## Variaciones
El manhattan seco (en inglés, Dry Manhattan) se prepara con vermut seco y se adorna con una rodaja de limón. El manhattan medio (Medium Manhattan) o perfecto (Perfect Manhattan) se prepara a partes iguales con vermut rojo y seco, y se adorna con una cereza o guinda y una rodaja de limón. Por su parte, el manhattan dulce (Sweet Manhattan) lleva un poco de marrasquino junto con el vermut rojo (en algunos casos se puede simplemente omitir el bitter angostura) y por su sabor dulce se suele tomar más bien como digestivo en lugar de como aperitivo. 
Lo más probable, según Difford, es que, aunque los primeros libros sobre bares sólo hablaban de whiskey a secas, la receta original se hiciera con whiskey de centeno, que era el más habitual en Nueva York. También señala que aunque actualmente es común usar bourbon los puristas comienzan a recuperar el whiskey de centeno.
Relacionados con el manhattan están el Rob Roy, en él se utiliza whisky escocés en vez del de centeno, y el Harvard, en el que se substituye por brandy. Otra variante puede ser el manhattan cubano, el cual se prepara con ron añejo en lugar de whisky.

## Historia
El experto en cócteles Simon Difford dice que «los orígenes del manhattan se han perdido en el tiempo». Al parecer, ya en 1882 el periódico The Democrat hablaba de un cóctel de whisky, vermú y bitter que estaba de moda, conocido por los nombres de «Turf Club», «Jockey Club» y «Manhattan». Añade también constancia de cita del manhattan en un libro de 1884, y que un artículo de 1945 decía que ya aparecía en una guía de bares de 1860.
La historia más popular sobre su origen le atribuye la invención a Jenny Jerome, esposa de Randolph Churchill, mientras celebraba la exitosa campaña a gobernador de Samuel Jones Tilden en el New York City's Manhattan Club, situado frente a donde actualmente se halla el Empire State Building. No obstante, al parecer dicho banquete tuvo lugar en noviembre de 1874, cuando Lady Churchill estaba en Inglaterra, dando a luz a su hijo Winston Churchill.
Otro posible origen aparece en el libro Valentine's Manual of New York (1923), donde un tal William F. Mulhall, barman de la New York's Hoffman House en la década de 1880, recuerda que el manhattan fue inventado por un hombre llamado Black, que tenía un local en Broadway en la década de 1860.
Otra historia se remonta a 1899, en un artículo de un diario de Wisconsin, que cuenta que el coronel Joe Walker dirigía el entonces famoso Crescent Hall Saloon en Nueva Orleans. En viaje en barco con unos amigos de Nueva York, al quedarse sin más bebida en el barco que vermú y whisky, se le ocurrió que una mezcla de ambos podía ser una bebida agradable. Los resultados fueron tan buenos que a su vuelta a Nueva Orleans perfeccionó la mezcla y bautizó el cóctel como manhattan en honor a sus amigos de la isla de Manhattan.
En las décadas de 1930 y 1940 con el esplendor del cine de Hollywood, se convirtió este cóctel en una bebida varonil, famosa y cosmopolita, al ver en las películas a algunos de los actores más importantes de la época en papeles de mafiosos, ejecutivos o casanovas beberlo. 
Años más tarde, en 1959, el manhattan volvió a ganar popularidad gracias a la figura de Marilyn Monroe, quien en una escena de la clásica comedia Some Like It Hot prepara uno en una bolsa de agua caliente.
Hoy en día es un cóctel internacional que se consume principalmente como aperitivo y se encuentra en la carta de muchos bares.

## Chile
En Chile, durante la de década de 1930, se creó una versión local del popular cóctel, en la que se reemplazó el whiskey por aguardiente de uva y es conocida como Chilean Manhattan.También se prepara con Martini bianco y se le denomina "Pichuncho".